# Holotrichia frontalis
Holotrichia frontalis är en skalbaggsart som beskrevs av Brenske 1892. Holotrichia frontalis ingår i släktet Holotrichia och familjen Melolonthidae. Inga underarter finns listade i Catalogue of Life.